# Mukhwas
Mukhwas er en indisk snak, som spises efter måltider for at give en frisk ånde og hjælpe med fordøjelsen. Mukhwas bliver lavet af forskellige slags frø bl.a. fennikel-, anis-, koriander- og sesamfrø. Derudover bliver små stykker kokos også benyttet. Frøene bliver overtrukket med sukker og forskellige æterisk olie som fx pebermynte-, eukalyptus- eller rosenolie. Frøene farves i stærke farver ofte grøn, rød og gul. Mukhwas kan enten smage sødt eller krydret. Mukhwas er sammensat af to ord mukh, som betyder mund og vas, som betyder duft.